# Сунь Фумін
Сунь Фумін  (кит.: 孫 福明, 14 квітня 1974) — китайська дзюдоїстка, олімпійська чемпіонка.

## Виступи на Олімпіадах
| Олімпіада    | Дисципліна             | Місце |
| ------------ | ---------------------- | ----- |
| Атланта 1996 | дзюдо, важка категорія | 1     |
| Афіни 2004   | дзюдо, важка категорія | 3T    |